# Liste des œuvres de Felix Mendelssohn

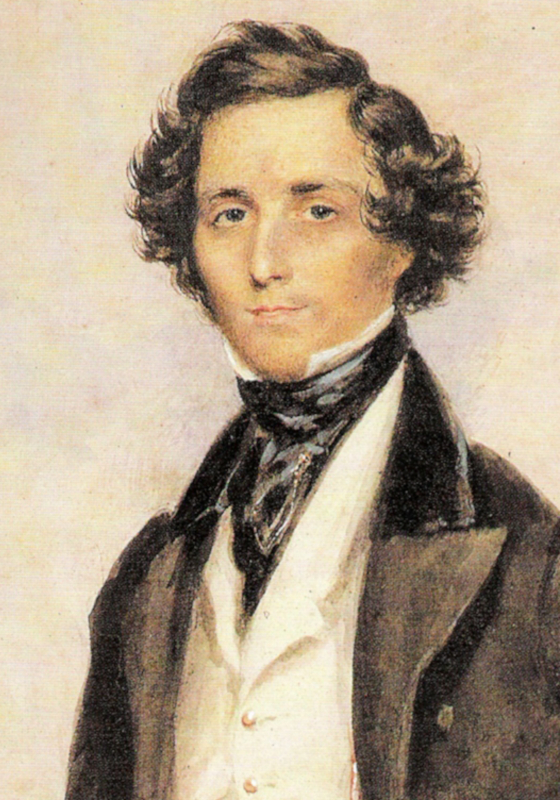
Portrait de Mendelssohn (1809-1847) par le miniaturiste anglais James Warren Childe (1778-1862), 1829

Ceci est une liste des œuvres de Felix Mendelssohn.

## Classement par numéro d'opus
Remarque : la liste comprend des œuvres publiées à titre posthume et ayant reçu des numéros d'opus après la mort du compositeur. Seuls les numéros d'opus 1 à 72 ont été attribués par Mendelssohn, les derniers par les éditeurs. L'ordre des numéros d'opus ne correspond donc pas toujours à l'ordre de composition. La liste comprend également le code de classification Mendelssohn-Werkverzeichnis (MWV).

### Tableau récapitulatif
| Légende              |
| Musique symphonique  |
| Musique de chambre   |
| Musique pour clavier |
| Musique lyrique      |
| Mélodies             |
| Musique chorale      |
| Musique sacrée       |

| N° opus  | Titre | Dates de composition                           | N° MWV                           | Parties |
| -------- | --- | ---------------------------------------------- | -------------------------------- | --- |
| Op. 1    | Quatuor avec piano n° 1 en do mineur                                                                                                 | 1822                                           | MWV Q 11                         | |
| Op. 2    | Quatuor avec piano n° 2 en fa mineur                                                                                                 | 1823                                           | MWV Q 13                         | |
| Op. 3    | Quatuor avec piano n° 3 en si mineur                                                                                                 | 1824/25                                        | MWV Q 17                         | |
| Op. 4    | Sonate pour violon en fa mineur | 1823                                           | MWV Q 12                         | |
| Op. 5    | Capriccio pour piano en fa dièse mineur                                                                                              | 1825                                           | MWV U 50                         | |
| Op. 6    | Sonate pour piano n° 1 en mi majeur                                                                                                  | 1826                                           | MWV U 54                         | |
| Op. 7    | Sept pièces caractéristiques, pour piano                                                                                             | 1827                                           | MWV U 56                         | N° 1 Sanft und mit Empfindung                                                                                        |
| Op. 7    | Sept pièces caractéristiques, pour piano                                                                                             | 1827                                           | MWV U 44                         | N° 2 Mit heftiger Bewegung                                                                                           |
| Op. 7    | Sept pièces caractéristiques, pour piano                                                                                             | 1827                                           | MWV U 59                         | N° 3 Kräftig und feurig                                                                                              |
| Op. 7    | Sept pièces caractéristiques, pour piano                                                                                             | 1827                                           | MWV U 55                         | N° 4 Schnell und beweglich                                                                                           |
| Op. 7    | Sept pièces caractéristiques, pour piano                                                                                             | 1827                                           | MWV U 60                         | N° 5 Ernst und mit steigender Lebhaftigkeit                                                                          |
| Op. 7    | Sept pièces caractéristiques, pour piano                                                                                             | 1827                                           | MWV U 61                         | N° 6 Sehnsüchtig |
| Op. 7    | Sept pièces caractéristiques, pour piano                                                                                             | 1827                                           | MWV U 62                         | N° 7 Leicht und luftig                                                                                               |
| Op. 8    | 12 Chansons pour voix et piano | 1824/28                                        | MWV K 30                         | N° 1 Minnelied im Mai: Holder klingt der Vogelsang                                                                   |
| Op. 8    | 12 Chansons pour voix et piano | 1824/28                                        | composé par Fanny Mendelssohn    | N° 2 Das Heimweh: Was ist's das mir den Atem hemmet                                                                  |
| Op. 8    | 12 Chansons pour voix et piano | 1824/28                                        | composé par Fanny Mendelssohn    | N° 3 Italienne: Schöner und schöner schmückt sich                                                                    |
| Op. 8    | 12 Chansons pour voix et piano | 1824/28                                        | MWV K 37                         | N° 4 Erntelied : Es ist ein Schnitter, der heißt Tod                                                                 |
| Op. 8    | 12 Chansons pour voix et piano | 1824/28                                        | MWV K 31                         | N° 5 Pilgerspruch: Laß dich nur nichts nicht dauern                                                                  |
| Op. 8    | 12 Chansons pour voix et piano | 1824/28                                        | MWV K 17                         | N° 6 Frühlingslied. In schwäb. Mundart: Jetzt kommt der Frühling                                                     |
| Op. 8    | 12 Chansons pour voix et piano | 1824/28                                        | MWV K 32                         | N° 7 Maienlied: Man soll hören süßes Singen                                                                          |
| Op. 8    | 12 Chansons pour voix et piano | 1824/28                                        | MWV K 33                         | N° 8 Hexenlied. Andres Maienlied : Die Schwalbe fliegt                                                               |
| Op. 8    | 12 Chansons pour voix et piano | 1824/28                                        | MWV K 34                         | N° 9 Abendlied : Das Tagewerk ist abgethan                                                                           |
| Op. 8    | 12 Chansons pour voix et piano | 1824/28                                        | MWV K 35                         | N° 10 Romanze: Einmal aus seinen Blicken                                                                             |
| Op. 8    | 12 Chansons pour voix et piano | 1824/28                                        | MWV K 36                         | N° 11 Im Grünen: Willkommen im Grünen                                                                                |
| Op. 8    | 12 Chansons pour voix et piano | 1824/28                                        | composé par Fanny Mendelssohn    | N° 12 Suleika und Hatem: An des lust'gen Brunnens Rand                                                               |
| Op. 9    | 12 Lieder pour voix et piano | 1829/30                                        | MWV K 39                         | N° 1 Frage : Ist es wahr ?                                                                                           |
| Op. 9    | 12 Lieder pour voix et piano | 1829/30                                        | MWV K 41                         | N° 2 Geständnis: Kennst du nicht das Gluthverlangen                                                                  |
| Op. 9    | 12 Lieder pour voix et piano | 1829/30                                        | MWV K 42                         | N° 3 Wartend (Romanze): Sie trug einen Falken                                                                        |
| Op. 9    | 12 Lieder pour voix et piano | 1829/30                                        | MWV K 52                         | N° 4 Im Frühling: Ihr frühlingstrunknen Blumem                                                                       |
| Op. 9    | 12 Lieder pour voix et piano | 1829/30                                        | MWV K 38                         | N° 5 Im Herbst: Ach wie schnell die Tage fliehen                                                                     |
| Op. 9    | 12 Lieder pour voix et piano | 1829/30                                        | MWV K 50                         | N° 6 Scheidend: Wie so gelinde die Fluth bewegt                                                                      |
| Op. 9    | 12 Lieder pour voix et piano | 1829/30                                        | composé par Fanny Mendelssohn    | N° 7 Sehnsucht: Fern und ferner schallt der Reigen                                                                   |
| Op. 9    | 12 Lieder pour voix et piano | 1829/30                                        | MWV K 51                         | N° 8 Frühlingsglaube: Die linden Lüfte sind erwacht                                                                  |
| Op. 9    | 12 Lieder pour voix et piano | 1829/30                                        | MWV K 53                         | N° 9 Ferne: In weite Ferne will ich träumen                                                                          |
| Op. 9    | 12 Lieder pour voix et piano | 1829/30                                        | composé par Fanny Mendelssohn    | N° 10 Verlust: Und wussten's die Blumen                                                                              |
| Op. 9    | 12 Lieder pour voix et piano | 1829/30                                        | MWV K 54                         | N° 11 Entsagung: Herr, zu dir will ich mich retten                                                                   |
| Op. 9    | 12 Lieder pour voix et piano | 1829/30                                        | composé par Fanny Mendelssohn    | N° 12 Die Nonne : Im stillen Klostergarten                                                                           |
| Op. 10   | Die Hochzeit des Camacho (en), singspiel                                                                                             | 1824/25                                        | MWV L 5                          | |
| Op. 11   | Symphonie n° 1 en ut mineur | 1824                                           | MWV N 13                         | |
| Op. 12   | Quatuor à cordes n° 1 en mi bémol majeur                                                                                             | 1829                                           | MWV R 25                         | |
| Op. 13   | Quatuor à cordes n° 2 en la mineur                                                                                                   | 1827                                           | MWV R 22                         | |
| Op. 14   | Rondo capriccioso pour piano en mi majeur                                                                                            | 1830                                           | MWV U 67                         | |
| Op. 15   | Fantaisie sur « La dernière rose de l'été » pour piano en mi majeur                                                                  | 1827                                           | MWV U 74                         | |
| Op. 16   | Trois fantaisies ou caprices pour piano                                                                                              | 1829                                           | MWV U 70                         | N° 1 Fantaisie en la mineur                                                                                          |
| Op. 16   | Trois fantaisies ou caprices pour piano                                                                                              | 1829                                           | MWV U 71                         | N° 2 Caprice ou Scherzo en mi mineur                                                                                 |
| Op. 16   | Trois fantaisies ou caprices pour piano                                                                                              | 1829                                           | MWV U 72                         | N° 3 Fantaisie en mi majeur (« Le Ruisseau »)                                                                        |
| Op. 17   | Variations concertantes pour violoncelle et piano en ré majeur                                                                       | 1829                                           | MWV Q 19                         | |
| Op. 18   | Quintette à cordes n° 1 en la majeur                                                                                                 | 1826/32                                        | MWV R 21                         | |
| Op. 19a  | 6 Cantiques pour voix et piano | 1830/34                                        | MWV K 56                         | N° 1 Frühlingslied: In dem Walde, süsse Tone                                                                         |
| Op. 19a  | 6 Cantiques pour voix et piano | 1830/34                                        | MWV K 63                         | N° 2 Das erste Veilchen: Als ich das erste Veilchen erblickt                                                         |
| Op. 19a  | 6 Cantiques pour voix et piano | 1830/34                                        | MWV K 72                         | N° 3 Winterlied: Mein Sohn, wo willst du hin so spät                                                                 |
| Op. 19a  | 6 Cantiques pour voix et piano | 1830/34                                        | MWV K 70                         | N° 4 Neue Liebe: In dem Mondenschein im Walde                                                                        |
| Op. 19a  | 6 Cantiques pour voix et piano | 1830/34                                        | MWV K 71                         | N° 5 Gruss: Leise zieht durch mein Gemüth                                                                            |
| Op. 19a  | 6 Cantiques pour voix et piano | 1830/34                                        | MWV K 65                         | N° 6 Reiselied: Bringet des treusten Herzens Grüsse                                                                  |
| Op. 19b  | Romances sans paroles, pour piano, Livre I                                                                                           | 1829/30                                        | MWV U 86                         | N° 1 Andante con moto en mi majeur (« Doux souvenirs »)                                                              |
| Op. 19b  | Romances sans paroles, pour piano, Livre I                                                                                           | 1829/30                                        | MWV U 80                         | N° 2 Andante espressivo en la mineur (« Regrets »)                                                                   |
| Op. 19b  | Romances sans paroles, pour piano, Livre I                                                                                           | 1829/30                                        | MWV U 89                         | N° 3 Molto allegro e vivace en la majeur « Jägerlied » (« La chasse »)                                               |
| Op. 19b  | Romances sans paroles, pour piano, Livre I                                                                                           | 1829/30                                        | MWV U 73                         | N° 4 Moderato en la majeur (« Confiance »)                                                                           |
| Op. 19b  | Romances sans paroles, pour piano, Livre I                                                                                           | 1829/30                                        | MWV U 90                         | N° 5 Poco agitato en fa dièse mineur (« Agitation »)                                                                 |
| Op. 19b  | Romances sans paroles, pour piano, Livre I                                                                                           | 1829/30                                        | MWV U 78                         | N° 6 Andante sostenuto en sol mineur « Venezianisches Gondellied » (« Chanson de gondolier vénitienne »)             |
| Op. 20   | Octuor à cordes en mi bémol majeur                                                                                                   | 1825                                           | MWV R 20                         | |
| Op. 21   | Le Songe d'une nuit d'été, ouverture pour orchestre en mi majeur                                                                     | 1826                                           | MWV P 3                          | |
| Op. 22   | Capriccio Brillant pour piano et orchestre en si mineur (en)                                                                         | 1832                                           | MWV O 8                          | |
| Op. 23   | Kirchenmusik / 3 Pièces sacrées, pour solistes, chœur et orgue / ensemble                                                            | 1830                                           | MWV B 20                         | N° 1 Aus tiefer Not schrei' ich zu dir                                                                               |
| Op. 23   | Kirchenmusik / 3 Pièces sacrées, pour solistes, chœur et orgue / ensemble                                                            | 1830                                           | MWV B 19                         | N° 2 Ave Maria |
| Op. 23   | Kirchenmusik / 3 Pièces sacrées, pour solistes, chœur et orgue / ensemble                                                            | 1830                                           | MWV B 21                         | N° 3 Mitten wir im Leben sind mit dem Tod umfangen                                                                   |
| Op. 24   | Ouverture pour instruments à vent en ut majeur                                                                                       | 1824/38                                        | MWV P 1                          | |
| Op. 25   | Concerto pour piano n° 1 en sol mineur                                                                                               | 1831                                           | MWV O 7                          | |
| Op. 26   | Les Hébrides ou Grotte de Fingal, ouverture pour orchestre en si mineur                                                              | 1830/32                                        | MWV P 7                          | |
| Op. 27   | Mer calme et heureux voyage, ouverture pour orchestre en ré majeur                                                                   | 1828                                           | MWV P 5                          | |
| Op. 28   | Fantaisies pour piano en fa dièse mineur (« Sonate écossaise »)                                                                      | 1833                                           | MWV U 92                         | |
| Op. 29   | Rondo brillant pour piano et orchestre en mi bémol majeur                                                                            | 1834                                           | MWV O 10                         | |
| Op. 30   | Romances sans paroles, pour piano, Livre II                                                                                          | 1833/34                                        | MWV U 103                        | N° 1 Andante espressivo en mi bémol majeur (« Contemplation »)                                                       |
| Op. 30   | Romances sans paroles, pour piano, Livre II                                                                                          | 1833/34                                        | MWV U 77                         | N° 2 Allegro di molto en si bémol mineur (« Trouble »)                                                               |
| Op. 30   | Romances sans paroles, pour piano, Livre II                                                                                          | 1833/34                                        | MWV U 104                        | N° 3 Adagio non troppo en mi majeur (« Consolation »)                                                                |
| Op. 30   | Romances sans paroles, pour piano, Livre II                                                                                          | 1833/34                                        | MWV U 98                         | N° 4 Agitato e con fuoco en si mineur (« Le vagabond »)                                                              |
| Op. 30   | Romances sans paroles, pour piano, Livre II                                                                                          | 1833/34                                        | MWV U 97                         | N° 5 Andante grazioso en ré majeur (« Le ruisseau »)                                                                 |
| Op. 30   | Romances sans paroles, pour piano, Livre II                                                                                          | 1833/34                                        | MWV U 110                        | N° 6 Allegretto tranquillo en fa dièse mineur « Venezianisches Gondellied » (« Chanson de gondolier vénitienne »)    |
| Op. 31   | Psaume 115 : Nicht unserm Namen, Herr, pour solistes, chœur mixte et orchestre                                                       | 1830                                           | MWV A 9                          | |
| Op. 32   | La Belle Mélusine, ouverture pour orchestre en fa majeur                                                                             | 1833                                           | MWV P 12                         | |
| Op. 33   | 3 Caprices pour piano | 1833/35                                        | MWV U 99                         | N° 1 Caprice en la mineur                                                                                            |
| Op. 33   | 3 Caprices pour piano | 1833/35                                        | MWV U 112                        | N° 2 Caprice en mi majeur                                                                                            |
| Op. 33   | 3 Caprices pour piano | 1833/35                                        | MWV U 95                         | N° 3 Caprice en si bémol mineur                                                                                      |
| Op. 34   | 6 Chansons pour voix et piano | 1834/36                                        | MWV K 80                         | N° 1 Minnelied: Leucht't heller als die Sonne                                                                        |
| Op. 34   | 6 Chansons pour voix et piano | 1834/36                                        | MWV K 86                         | N° 2 Auf Flügeln des Gesanges (en)                                                                                   |
| Op. 34   | 6 Chansons pour voix et piano | 1834/36                                        | MWV K 89                         | N° 3 Frühlingslied: Es brechen im schallenden Reigen                                                                 |
| Op. 34   | 6 Chansons pour voix et piano | 1834/36                                        | MWV K 92                         | N° 4 Suleika: Ach, um deine feuchten Schwingen                                                                       |
| Op. 34   | 6 Chansons pour voix et piano | 1834/36                                        | MWV K 84                         | N° 5 Sonntagslied: Ringsum erschallt in Wald und Flur                                                                |
| Op. 34   | 6 Chansons pour voix et piano | 1834/36                                        | MWV K 90                         | N° 6 Reiselied: Der Herbstwind rüttelt die Bäume                                                                     |
| Op. 35   | 6 Préludes et Fugues pour piano | 1827/37                                        | MWV U 116, MWV U 66              | N° 1 Prélude et Fugue en mi mineur                                                                                   |
| Op. 35   | 6 Préludes et Fugues pour piano | 1827/37                                        | MWV U 129, MWV U 105             | N° 2 Prélude et Fugue en ré majeur                                                                                   |
| Op. 35   | 6 Préludes et Fugues pour piano | 1827/37                                        | MWV U 131, MWV U 91              | N° 3 Prélude et Fugue en si mineur                                                                                   |
| Op. 35   | 6 Préludes et Fugues pour piano | 1827/37                                        | MWV U 122, MWV U 108             | N° 4 Prélude et Fugue en la bémol majeur                                                                             |
| Op. 35   | 6 Préludes et Fugues pour piano | 1827/37                                        | MWV U 126, MWV U 106             | N° 5 Prélude et Fugue en fa mineur                                                                                   |
| Op. 35   | 6 Préludes et Fugues pour piano | 1827/37                                        | MWV U 135, MWV U 128             | N° 6 Prélude et Fugue en si bémol majeur                                                                             |
| Op. 36   | Paulus, oratorio pour solistes, chœur mixte, orchestre et orgue                                                                      | 1836                                           | MWV A 14                         | |
| Op. 37   | 3 Préludes et Fugues pour orgue | 1837                                           | MWV W 21, MWV W 18               | N° 1 Prélude et Fugue en ut mineur                                                                                   |
| Op. 37   | 3 Préludes et Fugues pour orgue | 1837                                           | MWV W 22, MWV W 20               | N° 2 Prélude et Fugue en sol majeur                                                                                  |
| Op. 37   | 3 Préludes et Fugues pour orgue | 1837                                           | MWV W 23, MWV W 13               | N° 3 Prélude et Fugue en ré mineur                                                                                   |
| Op. 38   | Romances sans paroles, pour piano, Livre III                                                                                         | 1836/37                                        | MWV U 121                        | N° 1 Con moto en mi bémol majeur (« Étoile du soir »)                                                                |
| Op. 38   | Romances sans paroles, pour piano, Livre III                                                                                         | 1836/37                                        | MWV U 115                        | N° 2 Allegro non troppo en ut mineur (« Bonheur perdu »)                                                             |
| Op. 38   | Romances sans paroles, pour piano, Livre III                                                                                         | 1836/37                                        | MWV U 107                        | N° 3 Presto e molto vivace en mi majeur (« La harpe du poète »)                                                      |
| Op. 38   | Romances sans paroles, pour piano, Livre III                                                                                         | 1836/37                                        | MWV U 120                        | N° 4 Andante en la majeur (« Espoir »)                                                                               |
| Op. 38   | Romances sans paroles, pour piano, Livre III                                                                                         | 1836/37                                        | MWV U 137                        | N° 5 Agitato en la mineur (« Appassionata »)                                                                         |
| Op. 38   | Romances sans paroles, pour piano, Livre III                                                                                         | 1836/37                                        | MWV U 119                        | N° 6 Andante con moto en la bémol majeur « Duetto » (« Duo »)                                                        |
| Op. 39   | 3 Motets pour chœur de femmes et orgue                                                                                               | 1830                                           | MWV B 24                         | N° 1 Veni, Domine |
| Op. 39   | 3 Motets pour chœur de femmes et orgue                                                                                               | 1830                                           | MWV B 30                         | N° 2 Laudate pueri                                                                                                   |
| Op. 39   | 3 Motets pour chœur de femmes et orgue                                                                                               | 1830                                           | MWV B 23                         | N° 3 Pasteur Surrexit                                                                                                |
| Op. 40   | Concerto pour piano n° 2 en ré mineur                                                                                                | 1837                                           | MWV O 11                         | |
| Op. 41   | 6 Lieder pour voix mixtes a cappella                                                                                                 | 1834/38                                        | MWV F 10                         | N° 1 Im Walde: Ihr Vögel in den Zweigen schwank                                                                      |
| Op. 41   | 6 Lieder pour voix mixtes a cappella                                                                                                 | 1834/38                                        | MWV F 4                          | N° 2 Entflieh' mit mir: Entflieh' mit mir                                                                            |
| Op. 41   | 6 Lieder pour voix mixtes a cappella                                                                                                 | 1834/38                                        | MWV F 5                          | N° 3 Es fiel ein Reif: Es fiel ein Reif                                                                              |
| Op. 41   | 6 Lieder pour voix mixtes a cappella                                                                                                 | 1834/38                                        | MWV F 6                          | N° 4 Auf ihrem Grab: Auf ihrem Grab                                                                                  |
| Op. 41   | 6 Lieder pour voix mixtes a cappella                                                                                                 | 1834/38                                        | MWV F 7                          | N° 5 Mailied : Der Schnee zerrinnt                                                                                   |
| Op. 41   | 6 Lieder pour voix mixtes a cappella                                                                                                 | 1834/38                                        | MWV F 9                          | N° 6 Auf dem See: Und frische Nahrung                                                                                |
| Op. 42   | Psaume 42 : Wie der Hirsch schreit nach frischem Wasser, pour solistes, chœur mixte à 5 voix et orchestre                            | 1837                                           | MWV A 15                         | |
| Op. 43   | Serenade et Allegro giojoso pour piano et orchestre en si mineur                                                                     | 1838                                           | MWV O 12                         | |
| Op. 44   | 3 Quatuors à cordes | 1838                                           | MWV R 30                         | N° 1 Quatuor à cordes n° 3 en ré majeur                                                                              |
| Op. 44   | 3 Quatuors à cordes | 1837                                           | MWV R 26                         | N° 2 Quatuor à cordes n° 4 en mi mineur                                                                              |
| Op. 44   | 3 Quatuors à cordes | 1838                                           | MWV R 28                         | N° 3 Quatuor à cordes n° 5 en mi bémol majeur                                                                        |
| Op. 45   | Sonate pour violoncelle et piano n° 1 en si bémol majeur                                                                             | 1838                                           | MWV Q 27                         | |
| Op. 46   | Psaume 95 : Kommt, laßt uns anbeten, pour solistes, chœur mixte, orchestre et orgue                                                  | 1838                                           | MWV A 16                         | |
| Op. 47   | 6 Chansons pour voix et piano | 1839                                           | MWV K 97                         | N° 1 Minnelied: Wie der Quell so lieblich klinget                                                                    |
| Op. 47   | 6 Chansons pour voix et piano | 1839                                           | MWV K 100                        | N° 2 Morgengruss : Über die Berge steigt schon die Sonne                                                             |
| Op. 47   | 6 Chansons pour voix et piano | 1839                                           | MWV K 101                        | N° 3 Frühlingslied: Durch den Wald, den dunklen, geht                                                                |
| Op. 47   | 6 Chansons pour voix et piano | 1839                                           | MWV K 102                        | N° 4 Volkslied: Es ist bestimmt in Gottes Rath                                                                       |
| Op. 47   | 6 Chansons pour voix et piano | 1839                                           | MWV K 73                         | N° 5 Der Blumenstrauss: Sie wandelt im Blumengarten                                                                  |
| Op. 47   | 6 Chansons pour voix et piano | 1839                                           | MWV K 77                         | N° 6 Bei der Wiege : Schlummre ! Schlummre und träume von kommender Zeit                                             |
| Op. 48   | Le premier jour du printemps, pour voix mixtes a cappella                                                                            | 1839                                           | MWV F 14                         | N° 1 Frühlingsahnung: O sanfter süsser Hauch                                                                         |
| Op. 48   | Le premier jour du printemps, pour voix mixtes a cappella                                                                            | 1839                                           | MWV F 16                         | N° 2 Die Primel : Liebliche Blume                                                                                    |
| Op. 48   | Le premier jour du printemps, pour voix mixtes a cappella                                                                            | 1839                                           | MWV F 18                         | N° 3 Frühlingsfeier: Süsser, goldner Frühlingstag                                                                    |
| Op. 48   | Le premier jour du printemps, pour voix mixtes a cappella                                                                            | 1839                                           | MWV F 13                         | N° 4 Lerchengesang : Wie lieblicher Klang                                                                            |
| Op. 48   | Le premier jour du printemps, pour voix mixtes a cappella                                                                            | 1839                                           | MWV F 15                         | N° 5 Morgengebet: O wunderbares tiefes Schweigen                                                                     |
| Op. 48   | Le premier jour du printemps, pour voix mixtes a cappella                                                                            | 1839                                           | MWV F 17                         | N° 6 Herbstlied: Holder Lenz, du bist dahin                                                                          |
| Op. 49   | Trio avec piano n° 1 en ré mineur | 1839                                           | MWV Q 29                         | |
| Op. 50   | 6 Lieder pour quatre voix d'hommes a cappella                                                                                        | 1837/40                                        | MWV G 23                         | N° 1 Türkisches Schenkenlied: Setze mir nicht, du Grobian                                                            |
| Op. 50   | 6 Lieder pour quatre voix d'hommes a cappella                                                                                        | 1837/40                                        | MWV G 27                         | N° 2 Der Jäger Abschied: Wer hat dich, du schöner Wald                                                               |
| Op. 50   | 6 Lieder pour quatre voix d'hommes a cappella                                                                                        | 1837/40                                        | MWV G 19                         | N° 3 Sommerlied: Wie Feld und Au' so blinkend im Thau                                                                |
| Op. 50   | 6 Lieder pour quatre voix d'hommes a cappella                                                                                        | 1837/40                                        | MWV G 17                         | N° 4 Wasserfahrt: Am fernen Horizonte                                                                                |
| Op. 50   | 6 Lieder pour quatre voix d'hommes a cappella                                                                                        | 1837/40                                        | MWV G 26                         | N° 5 Liebe und Wein : Liebesschmerz. Was quälte dir dein armes Herz                                                  |
| Op. 50   | 6 Lieder pour quatre voix d'hommes a cappella                                                                                        | 1837/40                                        | MWV G 28                         | N° 6 Wanderlied: Vom Grund bis zu den Gipfeln                                                                        |
| Op. 51   | Psaume 114 : Da Israel aus Ägypten zog, pour chœur mixte, orchestre et orgue                                                         | 1839                                           | MWV A 17                         | |
| Op. 52   | Symphonie n°2 en si bémol majeur « Chant de louange », symphonie-cantate pour solistes, chœur mixte, orchestre et orgue              | 1840                                           | MWV A 18                         | |
| Op. 53   | Romances sans paroles, pour piano, Livre IV                                                                                          | 1839/41                                        | MWV U 143                        | N° 1 Andante con moto en la bémol majeur (« Sur la grève »)                                                          |
| Op. 53   | Romances sans paroles, pour piano, Livre IV                                                                                          | 1839/41                                        | MWV U 109                        | N° 2 Allegro non troppo en mi bémol majeur (« Nuages floconneux »)                                                   |
| Op. 53   | Romances sans paroles, pour piano, Livre IV                                                                                          | 1839/41                                        | MWV U 144                        | N° 3 Presto agitato en sol mineur (« Agitation »)                                                                    |
| Op. 53   | Romances sans paroles, pour piano, Livre IV                                                                                          | 1839/41                                        | MWV U 114                        | N° 4 Adagio en fa majeur (« Tristesse de l’âme »)                                                                    |
| Op. 53   | Romances sans paroles, pour piano, Livre IV                                                                                          | 1839/41                                        | MWV U 153                        | N° 5 Allegro con fuoco en la mineur « Volkslied » (« Chanson folklorique »)                                          |
| Op. 53   | Romances sans paroles, pour piano, Livre IV                                                                                          | 1839/41                                        | MWV U 154                        | N° 6 Molto Allegro vivace en la majeur (« La fuite »)                                                                |
| Op. 54   | Variations sérieuses, pour piano | 1841                                           | MWV U 156                        | |
| Op. 55   | Antigone (en), musique de scène pour narrateurs, solistes, double chœur d'hommes et orchestre                                        | 1841                                           | MWV M 12                         | |
| Op. 56   | Symphonie n° 3 en la mineur « Écossaise »                                                                                            | 1841/42                                        | MWV N 18                         | |
| Op. 57   | 6 Lieder pour voix et piano | 1839/42                                        | MWV K 104                        | N° 1 Altdeutsches Lied: Es ist in den Wald gesungen                                                                  |
| Op. 57   | 6 Lieder pour voix et piano | 1839/42                                        | MWV K 103                        | N° 2 Hirtenlied: O Winter, schlimmer Winter                                                                          |
| Op. 57   | 6 Lieder pour voix et piano | 1839/42                                        | MWV K 93                         | N° 3 Suleika: Was bedeutet die Bewegung?                                                                             |
| Op. 57   | 6 Lieder pour voix et piano | 1839/42                                        | MWV K 106                        | N° 4 O Jugend, o schöne Rosenzeit!: Von allen schönen Kindern auf der Welt                                           |
| Op. 57   | 6 Lieder pour voix et piano | 1839/42                                        | MWV K 114                        | N° 5 Venetianisches Gondellied: Wenn durch die Piazetta                                                              |
| Op. 57   | 6 Lieder pour voix et piano | 1839/42                                        | MWV K 108                        | N° 6 Wanderlied: Laue Luft kommt blau geflossen                                                                      |
| Op. 58   | Sonate pour violoncelle et piano n° 2 en ré majeur                                                                                   | 1843                                           | MWV Q 32                         | |
| Op. 59   | Im Grünen, 6 Lieder pour voix mixtes a cappella                                                                                      | 1837/43                                        | MWV F 8                          | N° 1 Im Grünen: Im Grün erwacht der frische Muth                                                                     |
| Op. 59   | Im Grünen, 6 Lieder pour voix mixtes a cappella                                                                                      | 1837/43                                        | MWV F 23                         | N° 2 Frühzeitiger Frühling: Tage der Wonne, kommt ihr so bald                                                        |
| Op. 59   | Im Grünen, 6 Lieder pour voix mixtes a cappella                                                                                      | 1837/43                                        | MWV F 20                         | N° 3 Abschied vom Wald: O Thaler weit, o Höhen                                                                       |
| Op. 59   | Im Grünen, 6 Lieder pour voix mixtes a cappella                                                                                      | 1837/43                                        | MWV F 24                         | N° 4 Die Nachtigall: Die Nachtigall, sie war entfernt                                                                |
| Op. 59   | Im Grünen, 6 Lieder pour voix mixtes a cappella                                                                                      | 1837/43                                        | MWV F 21                         | N° 5 Ruhetal: Wann im letzten Abendstrahl                                                                            |
| Op. 59   | Im Grünen, 6 Lieder pour voix mixtes a cappella                                                                                      | 1837/43                                        | MWV F 22                         | N° 6 Jagdlied: Durch schwankende Wipfel                                                                              |
| Op. 60   | Die erste Walpurgisnacht, cantate pour solistes, chœur et orchestre                                                                  | 1833                                           | MWV D 3                          | |
| Op. 61   | Le songe d'une nuit d'été, musique de scène pour solistes, chœur de femmes et orchestre                                              | 1842                                           | MWV M 13                         | |
| Op. 62   | Romances sans paroles, pour piano, Livre V                                                                                           | 1842/44                                        | MWV U 185                        | N° 1 Andante espressivo en sol majeur (« Brise de mai »)                                                             |
| Op. 62   | Romances sans paroles, pour piano, Livre V                                                                                           | 1842/44                                        | MWV U 181                        | N° 2 Allegro con fuoco en si bémol majeur (« Le départ »)                                                            |
| Op. 62   | Romances sans paroles, pour piano, Livre V                                                                                           | 1842/44                                        | MWV U 177                        | N° 3 Andante maestoso en mi mineur « Trauermarsch » (« Marche funèbre »)                                             |
| Op. 62   | Romances sans paroles, pour piano, Livre V                                                                                           | 1842/44                                        | MWV U 175                        | N° 4 Allegro con anima en sol majeur (« Chant du matin »)                                                            |
| Op. 62   | Romances sans paroles, pour piano, Livre V                                                                                           | 1842/44                                        | MWV U 151                        | N° 5 Andante con moto en la mineur « Venezianisches Gondellied » (« Chanson de gondolier vénitienne »)               |
| Op. 62   | Romances sans paroles, pour piano, Livre V                                                                                           | 1842/44                                        | MWV U 161                        | N° 6 Allegretto grazioso en la majeur « Frühlingslied » (« Chanson de printemps »)                                   |
| Op. 63   | 6 Lieder (Duos) pour 2 voix et piano                                                                                                 | 1836/45                                        | MWV J 5                          | N° 1 Ich wollt' meine Lieb' ergösse sich: Ich wolt' meine Lieb' ergösse sich                                         |
| Op. 63   | 6 Lieder (Duos) pour 2 voix et piano                                                                                                 | 1836/45                                        | MWV J 9                          | N° 2 Abschied der Zugvögel: Wie war so schön doch Wald und Feld!                                                     |
| Op. 63   | 6 Lieder (Duos) pour 2 voix et piano                                                                                                 | 1836/45                                        | MWV J 8                          | N° 3 Gruss: Wohin ich geh' und schaue                                                                                |
| Op. 63   | 6 Lieder (Duos) pour 2 voix et piano                                                                                                 | 1836/45                                        | MWV J 11                         | N° 4 Herbstlied: Ach, wie so bald verhallet der Reigen                                                               |
| Op. 63   | 6 Lieder (Duos) pour 2 voix et piano                                                                                                 | 1836/45                                        | MWV J 10                         | N° 5 Volkslied: O sah' ich auf der Haide dort im Sturme dich                                                         |
| Op. 63   | 6 Lieder (Duos) pour 2 voix et piano                                                                                                 | 1836/45                                        | MWV J 7                          | N° 6 Maiglöckchen und die Blümelein: Maiglöckchen läutet in dem Thal                                                 |
| Op. 64   | Concerto pour violon (n° 2) en mi mineur                                                                                             | 1844                                           | MWV O 14                         | |
| Op. 65   | 6 Sonates pour orgue (en) | 1844                                           | MWV W 56                         | Sonate pour orgue n° 1 en fa mineur                                                                                  |
| Op. 65   | 6 Sonates pour orgue (en) | 1844                                           | MWV W 57                         | Sonate pour orgue n° 2 en ut mineur                                                                                  |
| Op. 65   | 6 Sonates pour orgue (en) | 1844                                           | MWV W 58                         | Sonate pour orgue n° 3 en la majeur                                                                                  |
| Op. 65   | 6 Sonates pour orgue (en) | 1845                                           | MWV W 59                         | Sonate pour orgue n° 4 en si bémol majeur                                                                            |
| Op. 65   | 6 Sonates pour orgue (en) | 1844                                           | MWV W 60                         | Sonate pour orgue n° 5 en ré majeur                                                                                  |
| Op. 65   | 6 Sonates pour orgue (en) | 1845                                           | MWV W 61                         | Sonate pour orgue n° 6 en ré mineur                                                                                  |
| Op. 66   | Trio avec piano n° 2 en do mineur | 1845                                           | MWV Q 33                         | |
| Op. 67   | Romances sans paroles, pour piano, Livre VI                                                                                          | 1843/45                                        | MWV U 180                        | N° 1 Andante en mi bémol majeur (« Méditation »)                                                                     |
| Op. 67   | Romances sans paroles, pour piano, Livre VI                                                                                          | 1843/45                                        | MWV U 145                        | N° 2 Allegro leggiero en fa dièse mineur (« Illusions perdues »)                                                     |
| Op. 67   | Romances sans paroles, pour piano, Livre VI                                                                                          | 1843/45                                        | MWV U 102                        | N° 3 Andante tranquillo en si bémol majeur (« Chant du pèlerin »)                                                    |
| Op. 67   | Romances sans paroles, pour piano, Livre VI                                                                                          | 1843/45                                        | MWV U 182                        | N° 4 Presto en do majeur « Spinnerlied » (« La fileuse »)                                                            |
| Op. 67   | Romances sans paroles, pour piano, Livre VI                                                                                          | 1843/45                                        | MWV U 184                        | N° 5 Moderato en si mineur (« La complainte du berger »)                                                             |
| Op. 67   | Romances sans paroles, pour piano, Livre VI                                                                                          | 1843/45                                        | MWV U 188                        | N° 6 Allegro non troppo en mi majeur (« Berceuse »)                                                                  |
| Op. 68   | Festgesang an die Künstler: Der Menschheit Würde (en), cantate pour chœur d'hommes et cuivres                                        | 1846                                           | MWV D 6                          | |
| Op. 69   | 3 Motets pour chœur | 1847                                           | MWV B 60                         | N° 1 Nunc dimittis : Herr, nun lässest du deinen Diener in Frieden                                                   |
| Op. 69   | 3 Motets pour chœur | 1847                                           | MWV B 58                         | N° 2 Jubilate Deo : Jauchzet dem Herrn alle Welt                                                                     |
| Op. 69   | 3 Motets pour chœur | 1847                                           | MWV B 59                         | N° 3 Magnificat : Mein Herz erhebet Gott, den Herrn                                                                  |
| Op. 70   | Elias, oratorio pour solistes, chœur mixte et orchestre                                                                              | 1846                                           | MWV A 25                         | |
| Op. 71   | 6 Lieder pour voix et piano | 1842/47                                        | MWV K 120                        | N° 1 Tröstung: Werde heiter, mein Gemüthe                                                                            |
| Op. 71   | 6 Lieder pour voix et piano | 1842/47                                        | MWV K 119                        | N° 2 Frühlingslied: Der Frühling naht mit Brausen                                                                    |
| Op. 71   | 6 Lieder pour voix et piano | 1842/47                                        | MWV K 126                        | N° 3 An die Entfernte: Diese Rose pflück' ich hier                                                                   |
| Op. 71   | 6 Lieder pour voix et piano | 1842/47                                        | MWV K 116                        | N° 4 Schilflied: Auf dem Teich, dem regungslosen                                                                     |
| Op. 71   | 6 Lieder pour voix et piano | 1842/47                                        | MWV K 124                        | N° 5 Auf der Wanderschaft: Ich wand're fort ins ferne Land                                                           |
| Op. 71   | 6 Lieder pour voix et piano | 1842/47                                        | MWV K 125                        | N° 6 Nachtlied: Vergangen ist der lichte Tag                                                                         |
| Op. 72   | Six Kinderstücke, pour piano | 1842                                           | MWV U 171                        | N° 1 Allegro non troppo en sol majeur                                                                                |
| Op. 72   | Six Kinderstücke, pour piano | 1842                                           | MWV U 170                        | N° 2 Andante sostenuto en mi bémol majeur                                                                            |
| Op. 72   | Six Kinderstücke, pour piano | 1842                                           | MWV U 164                        | N° 3 Allegretto en sol majeur                                                                                        |
| Op. 72   | Six Kinderstücke, pour piano | 1842                                           | MWV U 169                        | N° 4 Andante con moto en ré majeur                                                                                   |
| Op. 72   | Six Kinderstücke, pour piano | 1842                                           | MWV U 166                        | N° 5 Allegro assai en sol mineur                                                                                     |
| Op. 72   | Six Kinderstücke, pour piano | 1842                                           | MWV U 168                        | N° 6 Vivace en fa majeur                                                                                             |
| Op. 73   | Lauda Sion (en), cantate pour solistes, chœur mixte et orchestre                                                                     | 1846                                           | MWV A 24                         | |
| Op. 74   | Athalie, musique de scène pour narrateurs, solistes, double chœur et orchestre                                                       | 1845                                           | MWV M 16                         | |
| Op. 75   | 4 Lieder pour chœur d'hommes | 1849                                           | MWV G 34                         | N° 1 Der frohe Wandersmann: Wem Gott will rechte Gunst                                                               |
| Op. 75   | 4 Lieder pour chœur d'hommes | 1849                                           | MWV G 24                         | N° 2 Abendständchen: Schlafe, Liebchen, weil's auf Erden                                                             |
| Op. 75   | 4 Lieder pour chœur d'hommes | 1849                                           | MWV G 15                         | N° 3 Trinklied: So lang man nüchtern ist                                                                             |
| Op. 75   | 4 Lieder pour chœur d'hommes | 1849                                           | MWV G 33                         | N° 4 Abschiedstafel: So ruckt denn in die Runde                                                                      |
| Op. 76   | 4 Lieder pour quatre voix d'hommes                                                                                                   | 1844/46                                        | MWV G 16                         | N° 1 Das Lied vom braven Mann: Gaben mir Rath und gute Lehren                                                        |
| Op. 76   | 4 Lieder pour quatre voix d'hommes                                                                                                   | 1844/46                                        | MWV G 35                         | N° 2 Rheinweinlied: Wo solch' ein Feuer noch gedeiht                                                                 |
| Op. 76   | 4 Lieder pour quatre voix d'hommes                                                                                                   | 1844/46                                        | MWV G 36                         | N° 3 Lied für die Deutschen in Lyon : Was uns eint als deutsche                                                      |
| Op. 76   | 4 Lieder pour quatre voix d'hommes                                                                                                   | 1844/46                                        | MWV G 38                         | N° 4 Comitat: Nun zu guter Letzt                                                                                     |
| Op. 77   | 3 Lieder pour voix et piano | 1836/47                                        | MWV J 4                          | N° 1 Sonntagsmorgen: Das ist der Tag des Herrn                                                                       |
| Op. 77   | 3 Lieder pour voix et piano | 1836/47                                        | MWV J 12                         | N° 2 Das Ährenfeld: Ein Leben war's im Ährenfeld                                                                     |
| Op. 77   | 3 Lieder pour voix et piano | 1836/47                                        | MWV J 6                          | N° 3 Lied aus « Ruy Blas »: Wozu der Vöglein Chöre belauschen fern und nah?                                          |
| Op. 78   | 3 Psaumes pour chœur a cappella | 1843                                           | MWV B 41                         | N° 1 Psaume 2 : Warum toben die Heiden                                                                               |
| Op. 78   | 3 Psaumes pour chœur a cappella | 1844                                           | MWV B 46                         | N° 2 Psaume 43 : Richte mich, Gott und führe meine Sache                                                             |
| Op. 78   | 3 Psaumes pour chœur a cappella | 1844                                           | MWV B 51                         | N° 3 Psaume 22 : Mein Gott, warum hast du mich verlassen ?                                                           |
| Op. 79   | 6 Hymnes (Sechs Sprüche) pour huit voix a cappella                                                                                   | 1844/46                                        | MWV B 42                         | N° 1 Weihnachten: Frohlocket, ihr Völker auf Erden                                                                   |
| Op. 79   | 6 Hymnes (Sechs Sprüche) pour huit voix a cappella                                                                                   | 1844/46                                        | MWV B 44                         | N° 2 Am Neujahrstage: Herr Gott, du bist unsre Zuflucht                                                              |
| Op. 79   | 6 Hymnes (Sechs Sprüche) pour huit voix a cappella                                                                                   | 1844/46                                        | MWV B 55                         | N° 3 Am Himmelfahrtstage: Erhaben, o Herr, über alles Lob                                                            |
| Op. 79   | 6 Hymnes (Sechs Sprüche) pour huit voix a cappella                                                                                   | 1844/46                                        | MWV B 50                         | N° 4 In der Passionszeit: Herr, gedenke nicht unsrer Übeltaten                                                       |
| Op. 79   | 6 Hymnes (Sechs Sprüche) pour huit voix a cappella                                                                                   | 1844/46                                        | MWV B 54                         | N° 5 Im advent: Lasset uns frohlocken                                                                                |
| Op. 79   | 6 Hymnes (Sechs Sprüche) pour huit voix a cappella                                                                                   | 1844/46                                        | MWV B 52                         | N° 6 Am Charfreitage: Um unsrer Sünden willen                                                                        |
| Op. 80   | Quatuor à cordes n° 6 en fa mineur                                                                                                   | 1847                                           | MWV R 37                         | |
| Op. 81   | 4 pièces pour quatuor à cordes | 1843/47                                        | MWV R 34                         | N° 1 Andante en mi majeur                                                                                            |
| Op. 81   | 4 pièces pour quatuor à cordes | 1843/47                                        | MWV R 35                         | N° 2 Scherzo en la mineur                                                                                            |
| Op. 81   | 4 pièces pour quatuor à cordes | 1843/47                                        | MWV R 32                         | N° 3 Capriccio en mi mineur                                                                                          |
| Op. 81   | 4 pièces pour quatuor à cordes | 1843/47                                        | MWV R 23                         | N° 4 Fugue en mi bémol majeur                                                                                        |
| Op. 82   | Variations en mi bémol majeur pour piano                                                                                             | 1841                                           | MWV U 158                        | |
| Op. 83   | Variations pour piano en si bémol majeur (également pour piano à quatre mains)                                                       | 1841                                           | MWV U 159                        | |
| Op. 84   | 3 Lieder pour voix de basse et piano                                                                                                 | 1831/39                                        | MWV K 69                         | N° 1 Da lieg' ich unter den Bäumen: Da lieg' ich unter den Bäumen                                                    |
| Op. 84   | 3 Lieder pour voix de basse et piano                                                                                                 | 1831/39                                        | MWV K 99                         | N° 2 Herbstlied: Im Walde rauschen dürre Blätter                                                                     |
| Op. 84   | 3 Lieder pour voix de basse et piano                                                                                                 | 1831/39                                        | MWV K 82                         | N° 3 Jagdlied: Mit Lust tät ich ausreiten                                                                            |
| Op. 85   | Romances sans paroles, pour piano, Livre VII                                                                                         | 1834/45                                        | MWV U 150                        | N° 1 Andante espressivo en fa majeur (« Rêverie »)                                                                   |
| Op. 85   | Romances sans paroles, pour piano, Livre VII                                                                                         | 1834/45                                        | MWV U 101                        | N° 2 Allegro agitato en la mineur (« L’adieu »)                                                                      |
| Op. 85   | Romances sans paroles, pour piano, Livre VII                                                                                         | 1834/45                                        | MWV U 111                        | N° 3 Presto en mi bémol majeur (« Délire »)                                                                          |
| Op. 85   | Romances sans paroles, pour piano, Livre VII                                                                                         | 1834/45                                        | MWV U 190                        | N° 4 Andante sostenuto en ré majeur (« Élégie »)                                                                     |
| Op. 85   | Romances sans paroles, pour piano, Livre VII                                                                                         | 1834/45                                        | MWV U 191                        | N° 5 Allegretto en la majeur (« Le retour »)                                                                         |
| Op. 85   | Romances sans paroles, pour piano, Livre VII                                                                                         | 1834/45                                        | MWV U 155                        | N° 6 Allegretto con moto en si bémol majeur (« Chanson du voyageur »)                                                |
| Op. 86   | 6 Chansons pour voix et piano | 1826/47                                        | MWV K 29                         | N° 1 Es lauschte das Laub: Es lauschte das Laub so dunkelgrun                                                        |
| Op. 86   | 6 Chansons pour voix et piano | 1826/47                                        | MWV K 123                        | N° 2 Morgenlied : Erwacht in neuer Starke                                                                            |
| Op. 86   | 6 Chansons pour voix et piano | 1826/47                                        | MWV K 66                         | N° 3 Die Liebende schreibt: Ein Blick von deinen Augen                                                               |
| Op. 86   | 6 Chansons pour voix et piano | 1826/47                                        | MWV K 78                         | N° 4 Allnächtlich im Traume seh' ich dich: Allnächtlich im Traume                                                    |
| Op. 86   | 6 Chansons pour voix et piano | 1826/47                                        | MWV K 122                        | N° 5 Der Mond: Mein Herz ist wie die dunkle Nacht                                                                    |
| Op. 86   | 6 Chansons pour voix et piano | 1826/47                                        | MWV K 127                        | N° 6 Altdeutsches Frühlingslied: Der trübe Winter ist vorbei                                                         |
| Op. 87   | Quintette à cordes n° 2 en si bémol majeur                                                                                           | 1845                                           | MWV R 33                         | |
| Op. 88   | 6 Lieder pour quatre voix mixtes a cappella                                                                                          | 1839/44                                        | MWV F 28                         | N° 1 Neujahrslied : Mit der Freude zieht der Schmerz                                                                 |
| Op. 88   | 6 Lieder pour quatre voix mixtes a cappella                                                                                          | 1839/44                                        | MWV F 27                         | N° 2 Der Glückliche: Ich hab' ein Liebchen                                                                           |
| Op. 88   | 6 Lieder pour quatre voix mixtes a cappella                                                                                          | 1839/44                                        | MWV F 12                         | N° 3 Hirtenlied: O Winter, schlimmer Winter                                                                          |
| Op. 88   | 6 Lieder pour quatre voix mixtes a cappella                                                                                          | 1839/44                                        | MWV F 25                         | N° 4 Die Waldvögelein: Kommt, last uns geh'n spazieren                                                               |
| Op. 88   | 6 Lieder pour quatre voix mixtes a cappella                                                                                          | 1839/44                                        | MWV F 33                         | N° 5 Deutschland: Durch tiefe Nacht ein Brausen zieht                                                                |
| Op. 88   | 6 Lieder pour quatre voix mixtes a cappella                                                                                          | 1839/44                                        | MWV F 19                         | N° 6 Der wandernde Musikant: Durch Feld und Buchenhallen                                                             |
| Op. 89   | Die Heimkehr aus der Fremde (en), singspiel                                                                                          | 1829                                           | MWV L 6                          | |
| Op. 90   | Symphonie n° 4 en la majeur « Italienne »                                                                                            | 1833                                           | MWV N 16                         | |
| Op. 91   | Psaume 98 : Singet dem Herrn ein neues Lied, pour double chœur mixte, orchestre et orgue                                             | 1843                                           | MWV A 23                         | |
| Op. 92   | Allegro brillant pour piano à quatre mains en la majeur                                                                              | 1841                                           | MWV T 4                          | |
| Op. 93   | Oedipe à Colone, musique de scène pour narrateurs, solistes, double chœur d'hommes et orchestre                                      | 1845                                           | MWV M 14                         | |
| Op. 94   | Infelice : Unglückselge ! … Kehret wieder, pour soprano et orchestre en si bémol majeur                                              | deux versions : Londres, 1834 et Leipzig, 1842 | MWV H 4, MWV H 5                 | |
| Op. 95   | Ruy Blas, ouverture pour orchestre en ut mineur                                                                                      | 1839                                           | MWV P 15                         | |
| Op. 96   | 3 Hymnes pour alto solo, chœur mixte et orchestre                                                                                    | 1843                                           | MWV A 19                         | |
| Op. 97   | Christus (en), oratorio pour solistes, chœur mixte à 6 voix et orchestre (inachevé)                                                  | 1847                                           | MWV A 26                         | |
| Op. 98   | Loreley, opéra (inachevé) | 1847                                           | MWV L 7                          | |
| Op. 99   | 6 Chansons pour voix et piano | 1841/45                                        | MWV K 110                        | N° 1 Erster Verlust : Ach, wer bringt die schönen Tage                                                               |
| Op. 99   | 6 Chansons pour voix et piano | 1841/45                                        | MWV K 19                         | N° 2 Die Sterne schau'n in stiller Nacht: Die Sterne schau'n in stiller Nacht                                        |
| Op. 99   | 6 Chansons pour voix et piano | 1841/45                                        | MWV K 61                         | N° 3 Lieblingsplätzchen: Wisst ihr, wo ich gerne weil'                                                               |
| Op. 99   | 6 Chansons pour voix et piano | 1841/45                                        | MWV K 109                        | N° 4 Das Schifflein: Ein Schifflein ziehet leise                                                                     |
| Op. 99   | 6 Chansons pour voix et piano | 1841/45                                        | MWV K 121                        | N° 5 Wenn sich zwei Herzen scheiden: Wenn sich zwei Herzen scheiden                                                  |
| Op. 99   | 6 Chansons pour voix et piano | 1841/45                                        | MWV K 112                        | N° 6 Es weiss und rät es doch Keiner: Es weiss und rät es doch Keiner                                                |
| Op. 100  | 4 Lieder pour quatre voix a cappella                                                                                                 | 1839/44                                        | MWV F 29                         | N° 1 Andenken : Die Bäume grünen überall                                                                             |
| Op. 100  | 4 Lieder pour quatre voix a cappella                                                                                                 | 1839/44                                        | MWV F 26                         | N° 2 Lob des Frühlings: Saatengrün, Veilchenduft                                                                     |
| Op. 100  | 4 Lieder pour quatre voix a cappella                                                                                                 | 1839/44                                        | MWV F 30                         | N° 3 Frühlingslied: Berg und Thal will ich durchstreifen                                                             |
| Op. 100  | 4 Lieder pour quatre voix a cappella                                                                                                 | 1839/44                                        | MWV F 11                         | N° 4 Im Wald: O Wald, du kühlender Bronnen                                                                           |
| Op. 101  | Ouverture Trompette, ouverture pour orchestre en do majeur                                                                           | 1826                                           | MWV P 2                          | |
| Op. 102  | Romances sans paroles, pour piano, Livre VIII                                                                                        | 1842/45                                        | MWV U 162                        | N° 1 Andante un poco agitato en mi mineur (« Sans foyer »)                                                           |
| Op. 102  | Romances sans paroles, pour piano, Livre VIII                                                                                        | 1842/45                                        | MWV U 192                        | N° 2 Adagio en ré majeur (« Regard sur le passé »)                                                                   |
| Op. 102  | Romances sans paroles, pour piano, Livre VIII                                                                                        | 1842/45                                        | MWV U 195                        | N° 3 Presto en do majeur (« Tarentelle »)                                                                            |
| Op. 102  | Romances sans paroles, pour piano, Livre VIII                                                                                        | 1842/45                                        | MWV U 152                        | N° 4 Un poco agitato, ma andante en sol mineur (« Les gémissements du vent »)                                        |
| Op. 102  | Romances sans paroles, pour piano, Livre VIII                                                                                        | 1842/45                                        | MWV U 194                        | N° 5 Allegro vivace en la majeur « Kinderstück » (« Pièce pour enfant »)                                             |
| Op. 102  | Romances sans paroles, pour piano, Livre VIII                                                                                        | 1842/45                                        | MWV U 172                        | N° 6 Andante en do majeur (« Croyance »)                                                                             |
| Op. 103  | Trauermarsch pour orchestre militaire en la mineur                                                                                   | 1836                                           | MWV P 14                         | |
| Op. 104a | 3 Préludes pour piano | 1834                                           | MWV U 132                        | N° 1 Prélude en si bémol majeur                                                                                      |
| Op. 104a | 3 Préludes pour piano | 1834                                           | MWV U 123                        | N° 2 Prélude en si mineur                                                                                            |
| Op. 104a | 3 Préludes pour piano | 1834                                           | MWV U 127                        | N° 3 Prélude en ré majeur                                                                                            |
| Op. 104b | 3 Études pour piano | 1834/38                                        | MWV U 117                        | N° 1 Étude en si bémol mineur                                                                                        |
| Op. 104b | 3 Études pour piano | 1834/38                                        | MWV U 100                        | N° 2 Étude en fa majeur                                                                                              |
| Op. 104b | 3 Études pour piano | 1834/38                                        | MWV U 142                        | N° 3 Étude en la mineur                                                                                              |
| Op. 105  | Sonate pour piano n° 2 en sol mineur                                                                                                 | 1821                                           | MWV U 30                         | |
| Op. 106  | Sonate pour piano n° 3 en si bémol majeur                                                                                            | 1827                                           | MWV U 64                         | |
| Op. 107  | Symphonie n° 5 en ré mineur « Réformation »                                                                                          | 1830                                           | MWV N 15                         | |
| Op. 108  | Marche pour orchestre en ré majeur                                                                                                   | 1841                                           | MWV P 16                         | |
| Op. 109  | Chanson sans paroles pour violoncelle et piano en ré majeur                                                                          | 1845                                           | MWV Q 34                         | |
| Op. 110  | Sextuor avec piano en ré majeur (en)                                                                                                 | 1824                                           | MWV Q 16                         | |
| Op. 111  | Tu es Petrus, motet pour chœur mixte à cinq voix et orchestre en la majeur                                                           | 1827                                           | MWV A 4                          | |
| Op. 112  | 2 Chants sacrés pour voix et piano                                                                                                   | 1835                                           | -                                | N° 1 Doch der Herr, er leitet die Irrenden recht                                                                     |
| Op. 112  | 2 Chants sacrés pour voix et piano                                                                                                   | 1835                                           | -                                | N° 2 Der du die Menschen lassest sterben                                                                             |
| Op. 113  | Konzertstück pour clarinette, cor de basset et piano n° 1 en fa mineur                                                               | 1832                                           | MWV Q 23                         | |
| Op. 114  | Konzertstück pour clarinette, cor de basset et piano n° 2 en ré mineur                                                               | 1833                                           | MWV Q 24                         | |
| Op. 115  | 2 Chœurs sacrés pour chœur d'hommes a cappella                                                                                       | 1833                                           | MWV B 28                         | N° 1 Beati mortui : Beati mortui in Domino                                                                           |
| Op. 115  | 2 Chœurs sacrés pour chœur d'hommes a cappella                                                                                       | 1833                                           | MWV B 29                         | N° 2 Periti autem : Periti autem fulgebunt                                                                           |
| Op. 116  | Trauer-Gesang : Sahst du ihn herniederschweben in der Morgen pour chœur mixte a cappella en sol mineur                               | 1845                                           | MWV F 31                         | |
| Op. 117  | Albumblatt pour piano en mi mineur                                                                                                   | 1837                                           | MWV U 134                        | |
| Op. 118  | Capriccio pour piano en mi majeur | 1837                                           | MWV U 139                        | |
| Op. 119  | Perpetuum mobile pour piano en do majeur                                                                                             | 1826                                           | MWV U 58                         | |
| Op. 120  | 4 Lieder pour quatre voix d'hommes a cappella                                                                                        | 1837/47                                        | MWV G 21                         | N° 1 Jagdlied: Auf, ihr Herrn und Damen schön                                                                        |
| Op. 120  | 4 Lieder pour quatre voix d'hommes a cappella                                                                                        | 1837/47                                        | MWV G 37                         | N° 2 Morgengruss des Thüringischen Sangerbundes: Seid gegrüsset, traute Bruder                                       |
| Op. 120  | 4 Lieder pour quatre voix d'hommes a cappella                                                                                        | 1837/47                                        | MWV G 20                         | N° 3 Im Süden: Süsse Dufte, milde Lüfte                                                                              |
| Op. 120  | 4 Lieder pour quatre voix d'hommes a cappella                                                                                        | 1837/47                                        | MWV G 5                          | N° 4 Zigeunerlied: Im Nebelgeriesel, im tiefen Schnee                                                                |
| Op. 121  | Adspice Domine de sede pour chœur d'hommes et violoncelle                                                                            | 1833                                           | MWV B 26                         | |
| WoO 1    | Etude pour piano en fa mineur | 1826                                           | MWV U 125                        | |
| WoO 2    | Scherzo pour piano si mineur | 1829                                           | MWV U 69                         | |
| WoO 3    | Scherzo a capriccio pour piano en fa dièse mineur                                                                                    | 1835/36                                        | MWV U 113                        | |
| WoO 4    | 2 Romances pour voix et piano | 1833                                           | MWV K 76                         | N° 1 There be none of beauty's daughters                                                                             |
| WoO 4    | 2 Romances pour voix et piano | 1834                                           | MWV K 85                         | N° 2 Sun of the sleepless                                                                                            |
| WoO 5    | Verleih uns Frieden (en), choral pour chœur mixte, orchestre et orgue                                                                | 1831                                           | MWV A 11                         | |
| WoO 6    | Andante cantabile e Presto agitato pour piano en si majeur                                                                           | 1838                                           | MWV U 141                        | |
| WoO 7    | Der Blumenkranz: An Celia's Baum, lied                                                                                               | 1829                                           | MWV K 44                         | |
| WoO 8    | Ersatz für Unbestand: Lieblich mundet der Becher Wein, pour 4 voix d'hommes                                                          | 1839                                           | MWV G 25                         | |
| WoO 9    | Festgesang zum Gutenbergfest (en), pour chœur d'hommes et cuivres                                                                    | 1840                                           | MWV D 4                          | |
| WoO 10   | Gondellied, pour piano | 1837                                           | MWV U 136                        | |
| WoO 11   | 3 chansons folkloriques |                                                | MWV J 1                          | N° 1 Wie kann ich froh und lustig sein?                                                                              |
| WoO 11   | 3 chansons folkloriques | MWV J 2                                        | N° 2 Abendlied                   | |
| WoO 11   | 3 chansons folkloriques | MWV J 3                                        | N° 3 Wasserfahrt                 | |
| WoO 12   | Lord, have mercy upon us (en), pour chœur a capella                                                                                  | 1833                                           | MWV B 27                         | |
| WoO 13   | Prélude et Fugue pour piano (« Notre Temps »)                                                                                        | 1827/41                                        | MWV U 157, MWV U 65              | |
| WoO 14   | 3 chants sacrés (développé plus tard en Op. 96)                                                                                      | 1840                                           | MWV B 33                         | N° 1 Lass', o Herr, mich Hülfe finden N° 2 Chorale. Gebet erhöre de Deines Kind N° 3 Herr, wir trau'n auf deine Güte |
| WoO 15   | Hör mein Bitten, hymne | 1844                                           | MWV B 49                         | |
| WoO 16   | Warnung vor dem Rhein, chanson |                                                | MWV K 105                        | |
| WoO 17   | 2 chansons | 1835                                           | MWV K 87                         | N° 1 Das Waldschloss                                                                                                 |
| WoO 17   | 2 chansons | 1835                                           | MWV K 75                         | N° 2 Pagenlied |
| WoO 18   | 2 chansons | 1841                                           | MWV K 107                        | N° 1 Ich hör' ein Vöglein                                                                                            |
| WoO 18   | 2 chansons | 1834                                           | MWV K 68                         | N° 2 Todeslied der Bojaren                                                                                           |
| WoO 19   | Andante cantabile e Presto agitato pour piano en si bémol majeur/sol mineur                                                          |                                                | MWV U 93, MWV U 94               | |
| WoO 20   | Seemanns Scheidelied, lied | 1831                                           | MWV K 48                         | |
| WoO 21   | Nachtgesang, pour quatre voix d'hommes                                                                                               | 1842                                           | MWV G 29                         | |
| WoO 22   | Die Stiftungsfeier, pour quatre voix d'hommes                                                                                        | 1842                                           | MWV G 32                         | |
| WoO 23   | Des Mädchens Klage, chanson |                                                | MWV K 25                         | |
| WoO 24   | Kyrie eleison | 1846                                           | MWV B 57/1                       | |
| WoO 25   | Duo concertant, variations sur la marche de Carl Maria von Weber 'La preciosa' pour deux pianos                                      | 1833                                           | MWV O 9                          | |
| WoO 26   | Ehre sei Gott in der Höhe | 1846                                           |                                  | |
| WoO 27   | Heilig, pour chœur |                                                | MWV B 47 indentique à MWV B 57/2 | |
| WoO 28   | Psaume 100 : Jauchzet dem Herrn, alle Welt (en) pour chœur                                                                           | 1844                                           | MWV B 45                         | |
| WoO 29   | Te Deum | 1832                                           | MWV B 25                         | |
| -        | The Shepherd's Song, pour flûte seule en sol mineur                                                                                  |                                                | MWV R 24                         | |
| -        | 19 pièces diverses pour orgue (plus plusieurs fragments)                                                                             | 1820/45                                        | -                                | |
| -        | Die Soldatenliebschaft, singspiel | 1820                                           | MWV L 1                          | |
| -        | Récitatif pour piano et cordes en sol mineur                                                                                         | 1820                                           | MWV O 1                          | |
| -        | Trio pour piano, violon et alto en ut mineur                                                                                         | 1820                                           | MWV Q 3                          | |
| -        | Sonate pour violon (n° 1) en fa majeur                                                                                               | 1820                                           | MWV Q 7                          | |
| -        | Ich weiche nicht von deinen Rechten, motet pour chœur mixte                                                                          | 1821                                           | MWV B 1                          | |
| -        | Deine Rede präg ich meinem Herzen ein, motet pour chœur mixte                                                                        | 1821                                           | MWV B 2                          | |
| -        | Ich will den Herrn nach seiner Gerechtigkeit preisen, motet pour chœur mixte                                                         | 1821                                           | MWV B 3                          | |
| -        | Tag für Tag sei Gott gepriesen, motet pour chœur mixte à 5 voix                                                                      | 1821                                           | MWV B 4                          | |
| -        | Gott, du bist unsre Zuversicht, motet pour chœur mixte à 5 voix                                                                      | 1821                                           | MWV B 5                          | |
| -        | Die Himmel erzählen die Ehre Gottes, motet pour chœur mixte à 5 voix                                                                 | 1821                                           | MWV B 6                          | |
| -        | Er hat der Sonne eine Hütte gemacht, motet pour chœur mixte                                                                          | 1821                                           | MWV B 7                          | |
| -        | Das Gesetz des Herrn ist ohne Wandel, motet pour chœur mixte à 6 voix                                                                | 1821                                           | MWV B 8                          | |
| -        | Ein Tag sagt es dem andern, motet pour chœur de femmes                                                                               | 1821                                           | MWV C 1                          | |
| -        | Die beiden Pädagogen, singspiel | 1821                                           | MWV L 2                          | |
| -        | Symphonie pour cordes n° 1 en ut majeur                                                                                              | 1821                                           | MWV N 1                          | |
| -        | Symphonie pour cordes n° 2 en ré majeur                                                                                              | 1821                                           | MWV N 2                          | |
| -        | Symphonie pour cordes n° 3 en mi mineur                                                                                              | 1821                                           | MWV N 3                          | |
| -        | Symphonie pour cordes n° 4 en ut mineur                                                                                              | 1821                                           | MWV N 4                          | |
| -        | Symphonie pour cordes n° 5 en si bémol majeur                                                                                        | 1821                                           | MWV N 5                          | |
| -        | Symphonie pour cordes n° 6 en mi bémol majeur                                                                                        | 1821                                           | MWV N 6                          | |
| -        | Quatuor avec piano en ré mineur | 1821                                           | MWV Q 10                         | |
| -        | 17 Fugues pour quatuor à cordes (certaines incomplètes)                                                                              | 1821                                           | MWV R 1-MWV R 17                 | |
| -        | Gloria, pour solistes, chœur mixte et orchestre en mi bémol majeur                                                                   | 1822                                           | MWV A 1                          | |
| -        | Magnificat, pour solistes, chœur mixte et orchestre                                                                                  | 1822                                           | MWV A 2                          | |
| -        | Psaume 66 : Jauchzet Gott, alle Lande, motet pour chœur de femmes et basse continue                                                  | 1822                                           | MWV B 9                          | |
| -        | Jube Dom'ne - Ein Abendgebet, motet pour double chœur mixte                                                                          | 1822                                           | MWV B 10                         | |
| -        | Die wandernden Komödianten, singspiel                                                                                                | 1822                                           | MWV L 3                          | |
| -        | Symphonie pour cordes n° 7 en ré mineur                                                                                              | 1822                                           | MWV N 7                          | |
| -        | Symphonie pour cordes n° 8 en ré majeur                                                                                              | 1822                                           | MWV N 8                          | |
| -        | Concerto pour piano et cordes en la mineur                                                                                           | 1822                                           | MWV O 2                          | |
| -        | Concerto (n° 1) pour violon et cordes en ré mineur (en)                                                                              | 1822                                           | MWV O 3                          | |
| -        | Wie groß ist des Allmächt’gen Güte, choral pour chœur mixte                                                                          | 1823                                           | MWV B 11                         | |
| -        | Kyrie, motet pour double chœur mixte en do mineur                                                                                    | 1823                                           | MWV B 12                         | |
| -        | Symphonie pour cordes n° 9 en ut majeur                                                                                              | 1823                                           | MWV N 9                          | |
| -        | Symphonie pour cordes n° 10 en si mineur                                                                                             | 1823                                           | MWV N 10                         | |
| -        | Symphonie pour cordes n°11 en fa majeur                                                                                              | 1823                                           | MWV N 11                         | |
| -        | Symphonie pour cordes n°12 en sol mineur                                                                                             | 1823                                           | MWV N 12                         | |
| -        | Mouvement « Symphoniesatz » (Symphonie pour cordes n° 13) en ut mineur                                                               | 1823                                           | MWV N 14                         | |
| -        | Concerto pour violon, piano et cordes en ré mineur                                                                                   | 1823                                           | MWV O 4                          | |
| -        | Concerto pour 2 pianos et orchestre (n° 1) en mi majeur (en)                                                                         | 1823                                           | MWV O 5                          | |
| -        | Quatuor à cordes en mi bémol | 1823                                           | MWV R 18                         | |
| -        | Die beiden Neffen ou Der Onkel aus Boston (en), singspiel                                                                            | 1823                                           | MWV L 4                          | |
| -        | Sonate pour alto en do mineur | 1823/24                                        | MWV Q 14                         | |
| -        | Concerto pour 2 pianos et orchestre (n° 2) en la bémol majeur (en)                                                                   | 1824                                           | MWV O 6                          | |
| -        | Sonate pour clarinette en mi bémol majeur                                                                                            | 1824                                           | MWV Q 15                         | |
| -        | Kyrie, pour chœur mixte à 5 voix et orchestre en ré mineur                                                                           | 1825                                           | MWV A 3                          | |
| -        | Christe, du Lamm Gottes, cantate chorale pour chœur mixte et orchestre,                                                              | 1827                                           | MWV A 5                          | |
| -        | Jesu, meine Freude, cantate chorale pour chœur mixte et orchestre                                                                    | 1828                                           | MWV A 6                          | |
| -        | Wer nur den lieben Gott lässt walten, cantate chorale pour soprane solo, chœur mixte et orchestre                                    | 1829                                           | MWV A 7                          | |
| -        | The Evening Bell, pour harpe et piano en si bémol                                                                                    | 1829                                           | MWV Q 20                         | |
| -        | O Haupt voll Blut und Wunden, cantate chorale pour baryton solo, chœur mixte et orchestre                                            | 1830                                           | MWV A 8                          | |
| -        | Weihnachtslied :Vom Himmel hoch, da komm ich her, cantate chorale pour soprane solo, baryton solo, chœur mixte à 5 voix et orchestre | 1831                                           | MWV A 10                         | |
| -        | Wir glauben all an einen Gott, cantate chorale pour chœur mixte et orchestre                                                         | 1831                                           | MWV A 12                         | |
| -        | Ach Gott, vom Himmel sieh darein, cantate chorale pour baryton solo, chœur mixte et orchestre                                        | 1832                                           | MWV A 13                         | |
| -        | Assai tranquillo pour violoncelle et piano en si mineur (en)                                                                         | 1835                                           | MWV Q 25                         | |
| -        | Sonate pour violon (n° 3) en fa majeur                                                                                               | 1838, ed./publ. par Yehudi Menuhin, 1953       | MWV Q 26                         | |
| -        | Herr Gott, dich loben wir, choral pour solistes, chœur mixte, orchestre et orgue                                                     | 1843                                           | MWV A 20                         | |
| -        | Allein Gott in der Höh sei Ehr, choral pour chœur mixte et orchestre                                                                 | 1843                                           | MWV A 21                         | |
| -        | Vom Himmel hoch, da komm ich her, choral pour chœur mixte et orchestre                                                               | 1843                                           | MWV A 22                         | |

### Œuvres perdues
- 3 Kindersymphonien (deux jouées à Berlin, la veille de Noël 1827 et 1828, et une de datation inconnue, qui sont maintenant perdues)